# St. Gangolf (Amorbach)

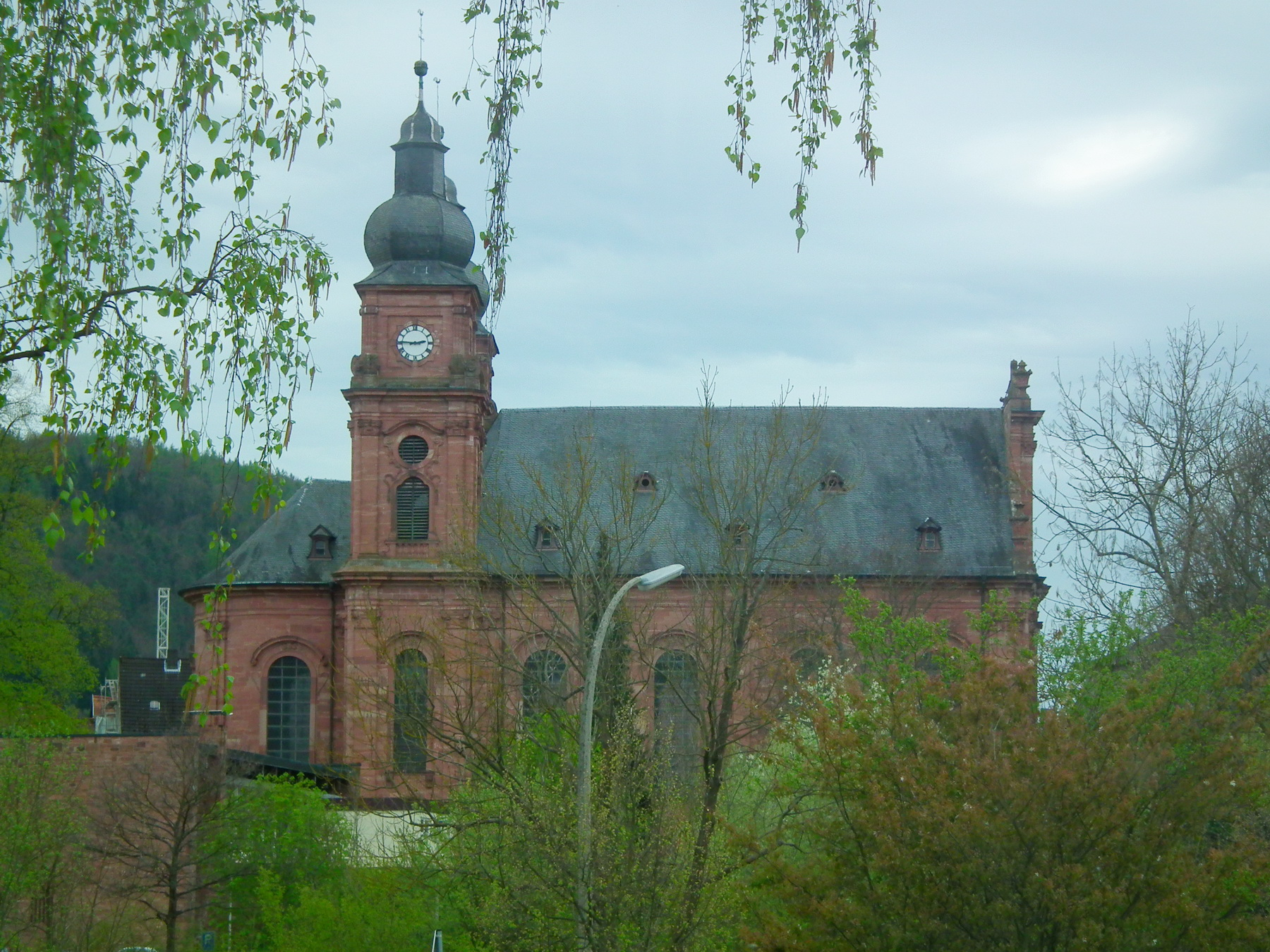
St. Gangolf in Amorbach, Ansicht der Nordseite

St. Gangolf ist die katholische Pfarrkirche in Amorbach. Sie stammt in ihrer heutigen spätbarocken Gestalt aus der Mitte des 18. Jahrhunderts und wurde seitdem baulich so gut wie nicht verändert. Sie enthält Kunstwerke aus verschiedenen Jahrhunderten. Bekannt ist sie insbesondere für die Deckenmalereien und die Orgel.
Die Kirche gehört zur Pfarreiengemeinschaft Um den Gotthard im Odenwald im Dekanat Miltenberg des Bistums Würzburg.

## Baugeschichte
Amorbach verfügte bereits seit dem späten 12. Jahrhundert über eine gotische Pfarrkirche. Das Aussehen dieser Kirche ist u. a. aus einer Ansicht Amorbachs von Matthäus Merian aus dem Jahr 1646 bekannt. Bereits die alte Kirche enthielt eine Orgel, was seit dem Beginn des 17. Jahrhunderts durch Rechnungen und Mitteilungen darüber belegt ist. Mitte des 18. Jahrhunderts wurde, wohl auch aus Platzgründen, ein vollständiger Neubau notwendig. Der damalige Erzbischof von Mainz Johann Friedrich Karl von Ostein genehmigte das Vorhaben. Sein Bruder Franz Wolfgang von Ostein war damals als Oberamtmann in Amorbach tätig. Einige Entwürfe wurden aus Kostengründen verworfen; der ausgeführte Plan stammte von Alexander Jakob Schmidt aus dem Jahr 1751. Schmidt war ein Mitarbeiter Anselm Franz von Ritter zu Groenesteyns. Mit dem Bau begonnen wurde noch im gleichen Jahr. Die Kirche wurde nur zwei Jahre später, am 4. November 1753, durch den Erzbischof selbst geweiht. Ihr Patrozinium hat sie vom hl. Gangolf.

## Grundstruktur und Äußeres

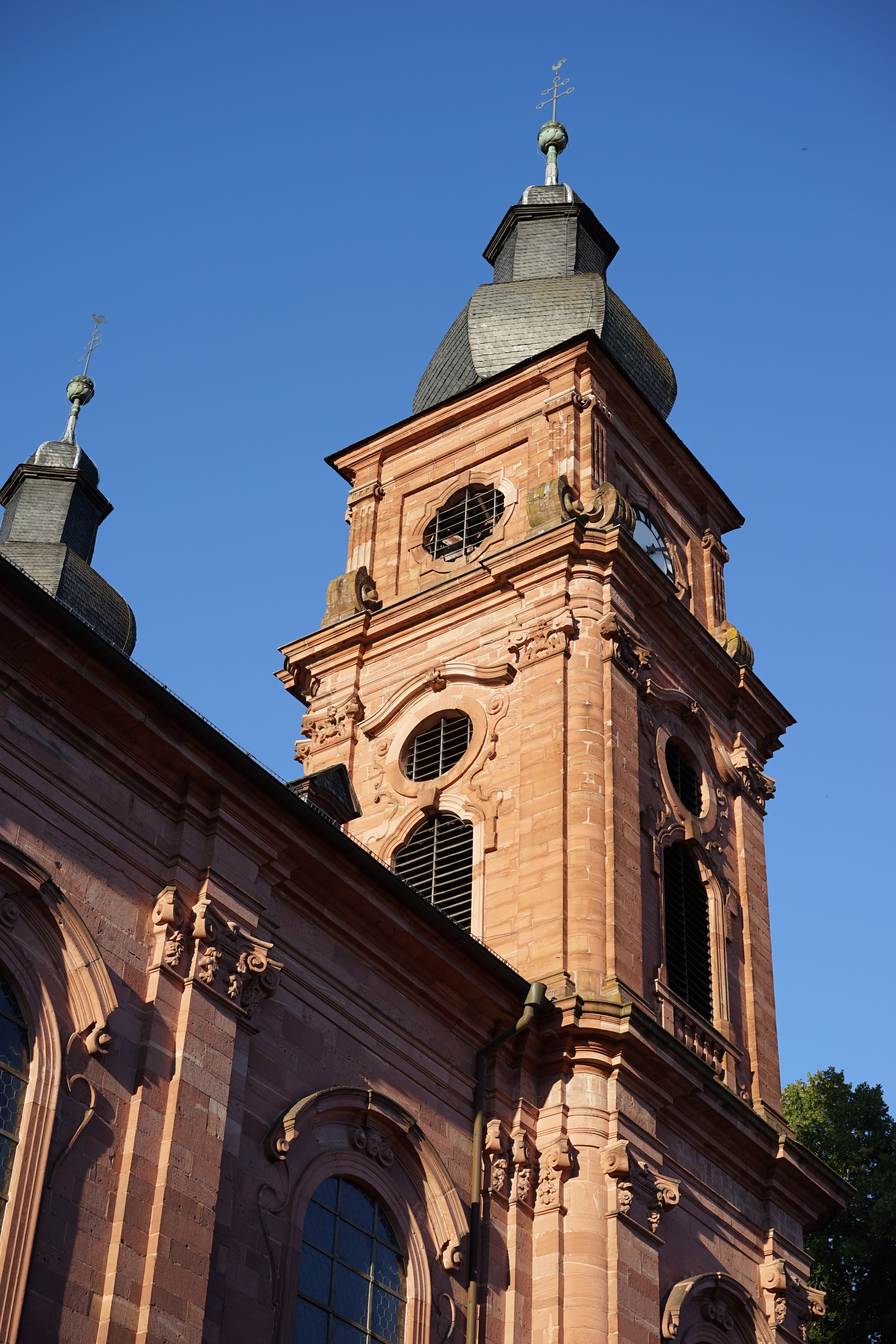
Der südliche Turm im Abendlicht

Die Kirche ist eine dreischiffige Hallenkirche. Die Gesamtlänge beträgt im Inneren vom Portal bis zur Apsis 27,26 Meter, der Chor hat eine Breite von 9,30 Metern. Die Gesamtbreite beträgt durch alle Schiffe 18,01 Meter. Der Chor ist eingezogen und schließt mit einer halbrunden Apsis. Die Außenwände der Kirche bestehen aus Buntsandsteinquadern und werden zwischen den tiefgezogenen Rundbogenfenstern von Pilastern einer Variante der ionischen Ordnung gegliedert, ebenso im Bereich der beiden den Chor flankierenden, dreigeschossigen Türme. Der nördliche Turm enthält das Geläut der Kirche, der südliche wird im Untergeschoss als Sakristei genutzt. Die Westfassade mit dem Hauptportal ist, der Struktur folgend, dreiachsig und zweigeschossig mit dem Hauptportal im Mittelrisalit gestaltet. Im Mittelteil sind die Pilaster jeweils paarweise gestellt. Der Türsturz ist gerade gehalten, darüber erhebt sich oberhalb der Kartusche nochmals ein Rundbogenfenster mit einem geschweiften Segmentbogengiebel. Die äußeren beiden Achsen enthalten unter den Fenstern jeweils Nischen mit Heiligenfiguren. Die Fassade wird vertikal abgeschlossen durch ein Feld mit der Darstellung des Gekreuzigten und dem Wappen des Erzbischofs. Sowohl das Satteldach als auch die Türme sind schiefergedeckt. Abweichend von der eigentlichen, eher schlichten Außenstruktur ist das oberste Geschoss der Türme weit aufwändiger gestaltet, mit kannelierten und auslaufenden Voluten an den Ecken.

## Inneres

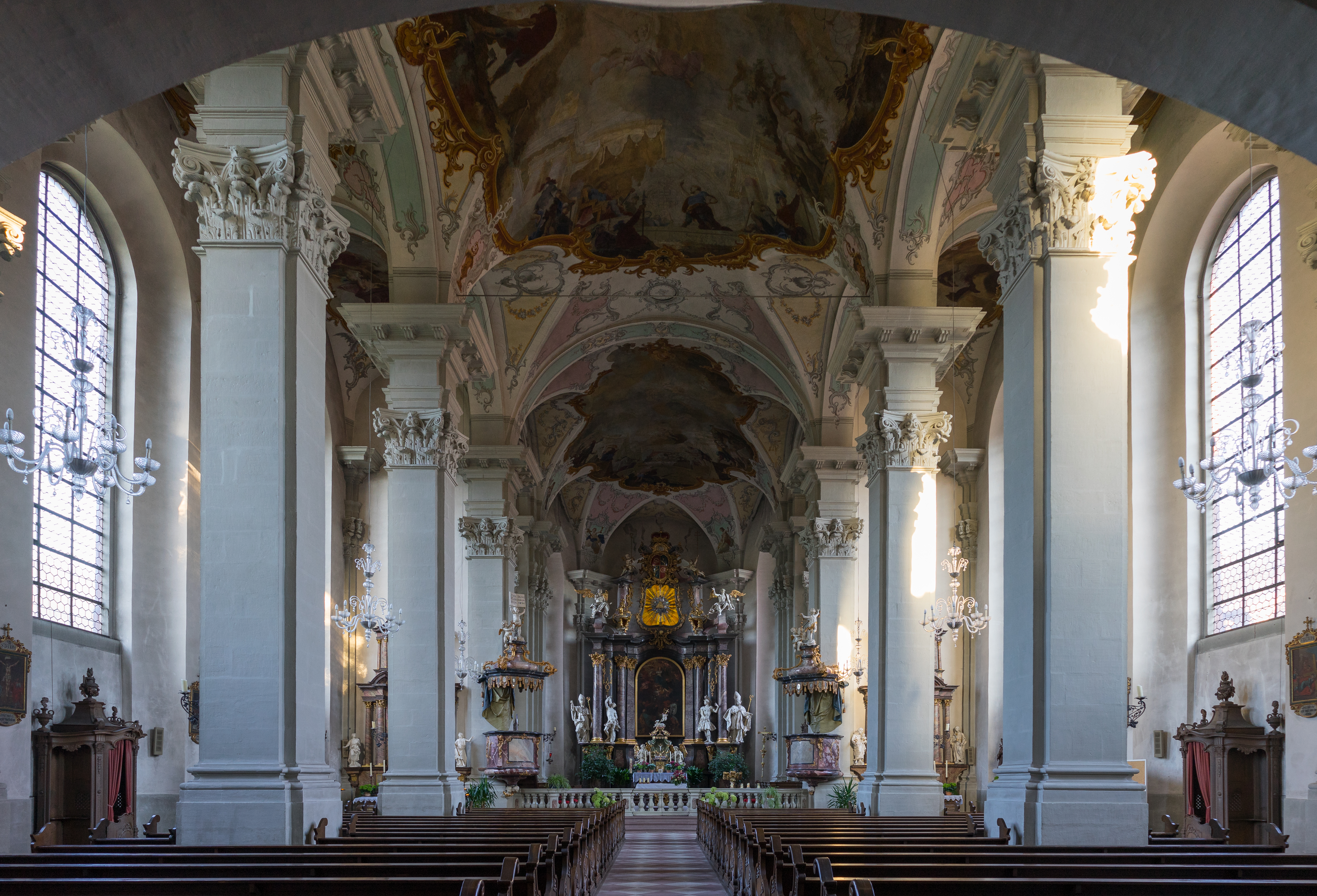
Blick durch das Mittelschiff zum Hochaltar

Im Inneren wird die Kirche durch die jeweils drei Pfeiler zwischen den Kirchenschiffen gegliedert, die die trennenden Arkadenbögen tragen. Auf jeder Seite sind ihnen korinthische Pilaster vorgeblendet, zum Chor und zur Westseite hin ebenso. Die Kapitelle sind verkröpft und im Bereich des Chores mehrfach gestuft. Eine Besonderheit sind die hochgesockelten und ausladenden Kämpfer mit Triglyphen, eigentlich einem Gestaltungselement der dorischen Ordnung. Die Kirchenschiffe werden von Tonnengewölben mit Stichkappen gedeckt.
Als „Spitzenleistungen barocker Wandmalerei“ und sogar die Darstellungen in der berühmten Amorbacher Abteikirche übertreffend gelten die Fresken der Decken von Mittelschiff und Chor. Sie stammen von Johannes Zick aus dem Jahr 1753. Dargestellt sind im Mittelschiff Szenen aus dem Leben des hl. Sebastian und im Chor Szenen aus dem Leben des hl. Gangolf. Auch die Seitenschiffe enthalten Fresken, dargestellt sind verschiedene Heilige.  Das Kirchengewölbe ist nicht stuckiert, die Rahmen, die Rocaillen und sonstigen Gewölbeverzierungen, etwa die Unterzüge der Arkadenbögen, sind lediglich gemalt.

## Ausstattung

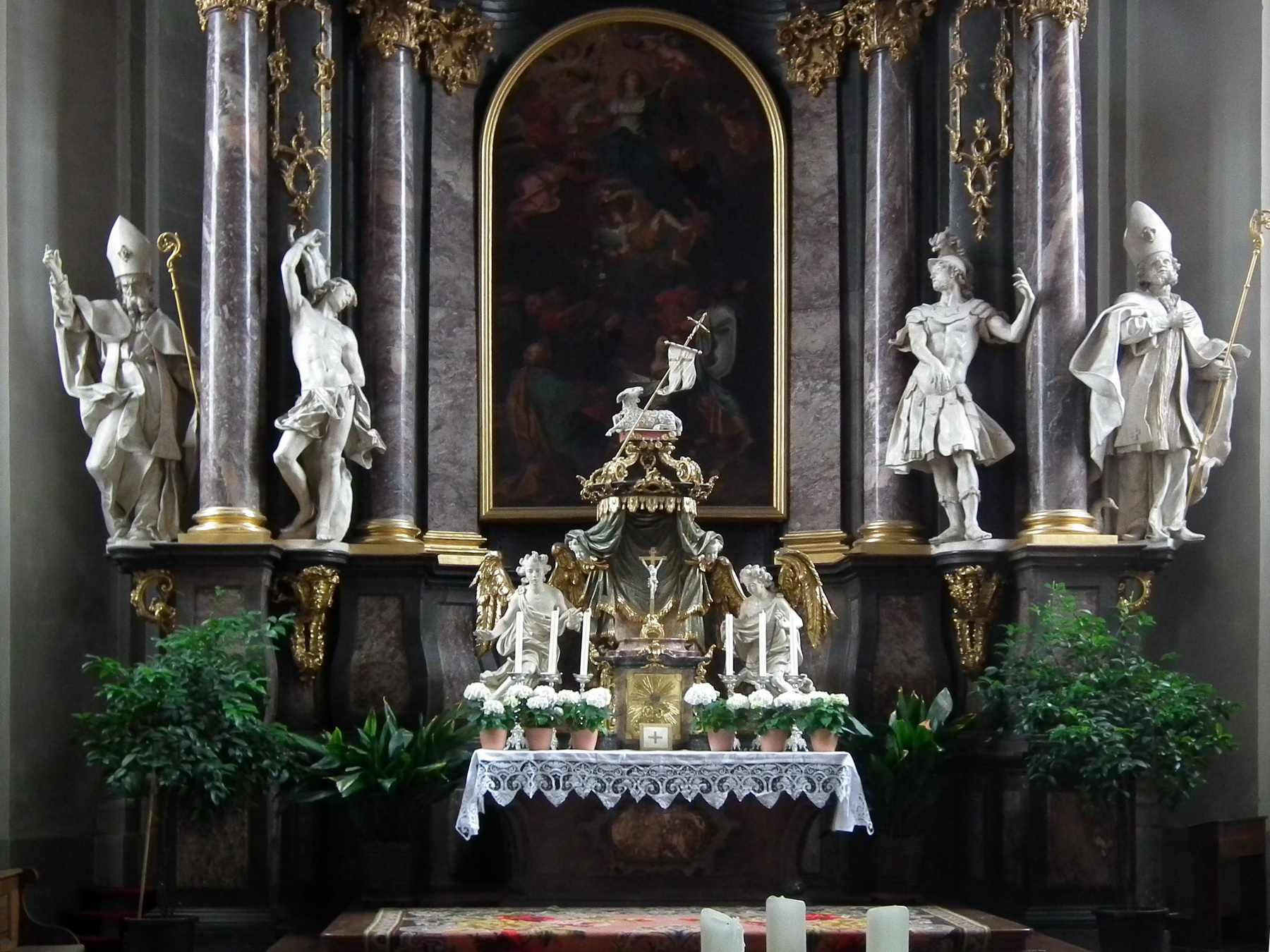
Detail des Hochaltars mit den vier Heiligenfiguren

Der Hochaltar aus der Entstehungszeit der Kirche ist eine Arbeit von Materno Bossi. Er arbeitete auch für die Fürstbischöfe in Würzburg. Der Altar ist mit Säulen und Pilastern aus Stuckmarmor gefasst, zwischen denen vier Heiligenfiguren stehen. Es sind die Heiligen Sebastian, Kilian, Gangolf und Martin. Das Altarbild wurde ursprünglich nicht für St. Gangolf, sondern für die Amorbacher Abteikirche geschaffen und wurde erst mit Errichtung des Altars nach St. Gangolf gebracht. Es stellt die Himmelfahrt Mariens dar und stammt von Georg Heydt. Oberhalb des Gesimses ist im Mittelfeld eine Glasarbeit der Hl. Dreieinigkeit eingefügt. Darüber befindet sich das Wappen des Erzbischofs mit dem Kurhut als Zeichen seiner Kurfürstenwürde.
Der nördliche Nebenaltar enthält ebenfalls ein – allerdings sehr viel älteres – Kunstwerk aus der Abteikirche. Es ist eine geschnitzte Muttergottes mit dem Jesuskind und Löwen und stammt noch vom Anfang des 14. Jahrhunderts. Eine Schmerzensmadonna aus dem 17. Jahrhundert befindet sich auf dem südlichen Nebenaltar.
Das mit Apostelreliefs in Feldern geschmückte, geschnitzte Chorgestühl stammt ebenfalls aus der Bauzeit der Kirche. Nur wenige Jahrzehnte später – 1769 bzw. 1783 – entstanden die Beichtstühle.
Die Kirche enthält zwei Kanzeln. Der Grund dafür ist ausschließlich die beabsichtigte Wirkung vollständiger Symmetrie im Kirchengebäude. Die nördliche Kanzel ist eine Scheinkanzel, sie kann nicht benutzt werden, lediglich die südliche dient ihrem Zweck. Beide Kanzeln stammen von 1753/54.

## Orgel

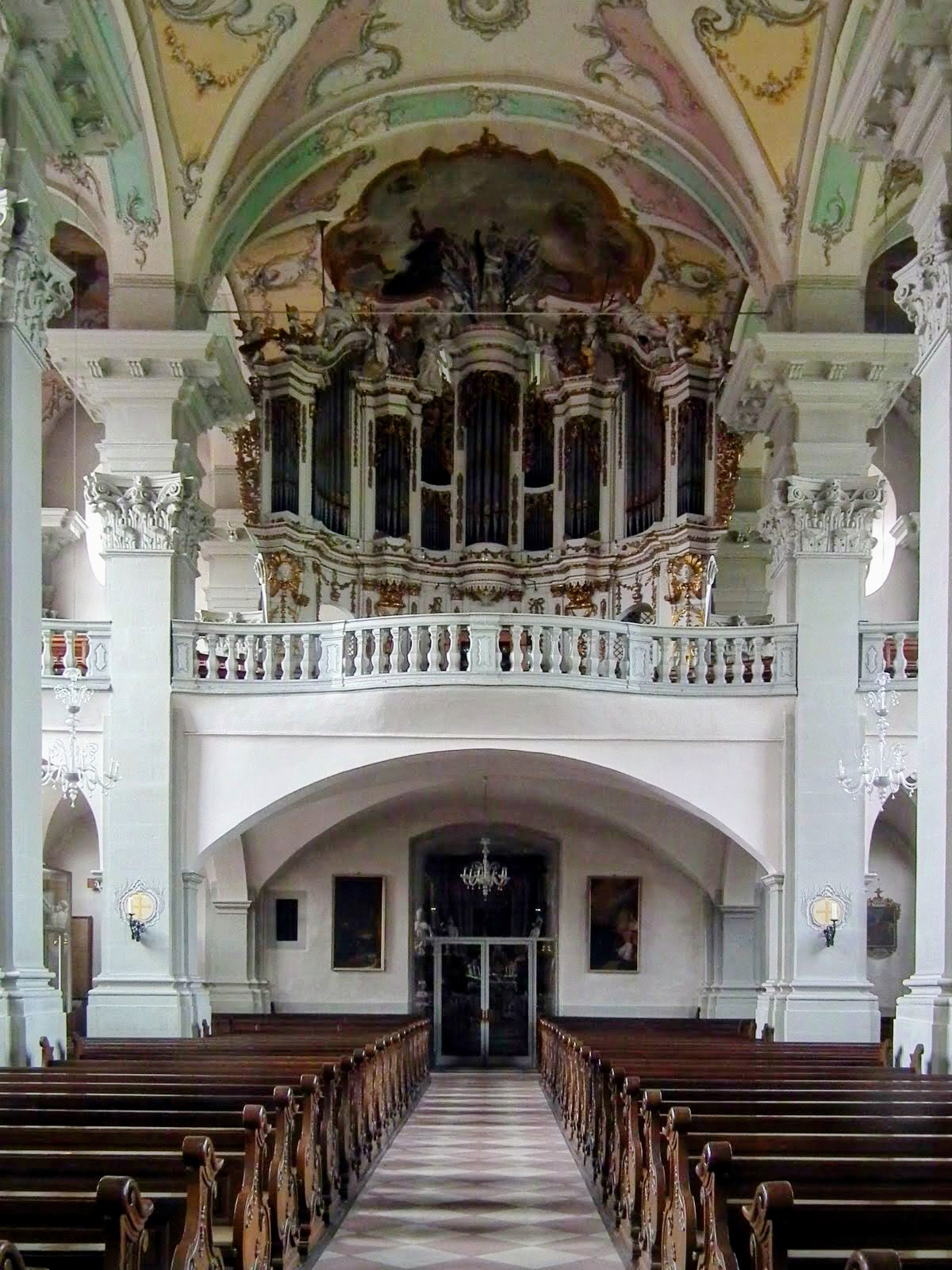
Blick auf die Hoffmann-Schlimbach-Orgel auf der Westempore

Die Orgel ist im Kern eine Arbeit des bekannten Würzburger Orgelbaumeisters Johann Hoffmann aus dem ersten Viertel des 18. Jahrhunderts. Die Entstehungszeit der ältesten Gehäuseteile und Pfeifen kann durch eine Inschrift mit der Jahreszahl 1717 genau datiert werden. Die Orgel wurde ursprünglich für die Benediktinerabtei Neustadt am Main geschaffen. Da die alte Orgel von St. Gangolf, in Teilen noch aus der ersten Hälfte des 17. Jahrhunderts stammend, um das Jahr 1800 als völlig unbrauchbar geschildert wurde, entschied man sich bei der Aufhebung dieses Klosters zum Kauf der Orgel für 2.000 Gulden. Sie kam 1805 in die Kirche. Der Benediktinerpater und Komponist Peregrin Pögl (1711–1788) nutzte die Orgel sicher für seine Kompositionen, hingegen ist trotz gleichlautender Gerüchte ausgeschlossen, dass Wolfgang Amadeus Mozart auf der Orgel gespielt hat. Nach Renovierungen wurde die Orgel 1880/81 von Balthasar Schlimbach vollständig neu disponiert, unter Beibehaltung eines Großteils der alten Register. Überholungen und Reparaturen gab es verschiedentlich, die letzte umfangreichere wurde 1994 von der Manufaktur Orgelbau Vleugels durchgeführt. Das Instrument hat 21 Register auf zwei Manualwerken und Pedal; die Spiel- und Registertrakturen sind mechanisch.
| I Hauptwerk C–f3 |           |        |
| 1.               | Bourdon   | 16′    |
| 2.               | Principal | 08′    |
| 3.               | Gedeckt   | 08′    |
| 4.               | Hohlflöte | 08′    |
| 5.               | Gamba     | 08′    |
| 6.               | Octave    | 04′    |
| 7.               | Rohrflöte | 04′    |
| 8.               | Octave    | 02′    |
| 9.               | Mixtur V  | 02 ⁄3′ |
| 10.              | Trompete  | 08′    |

| II Nebenwerk C–f3 |             |       |
| 11.               | Principal   | 8′    |
| 12.               | Octave      | 4′    |
| 13.               | Salicional  | 8′    |
| 14.               | Superoktave | 2′    |
| 15.               | Viola       | 4′    |
| 16.               | Mixtur IV   | 1 ⁄3′ |

| Pedalwerk C–d1 |            |     |
| 17.            | Violonbaß  | 16′ |
| 18.            | Subbaß     | 16′ |
| 19.            | Octavbaß   | 08′ |
| 20.            | Tenoroctav | 04′ |
| 21.            | Posaune    | 16′ |

- Koppeln: II/I, I/P, II/P

## Glocken
Im Jahr 1961 goss Dieter Otto von der Glockengießerei Otto aus Bremen-Hemelingen ein fünfstimmiges Glockengeläut aus Bronze. Es hängt zusammen mit einer historischen Glocke von Johann Martin Roth, Mainz aus dem Jahr 1754 im Kirchturm von St. Gangolf. Die Glocken erklingen mit langem, ruhigen Nachhall.
| Glocke | Name        | Gussjahr | Durchmesser | Masse    | Schlagton |
| ------ | ----------- | -------- | ----------- | -------- | --------- |
| 1      | Christkönig | 1961     | 1.720 mm    | 3.519 kg | B°        |
| 2      | Marien      | 1961     | 1.460 mm    | 2.083 kg | des′      |
| 3      | Gangolf     | 1961     | 1.310 mm    | 1.492 kg | es′       |
| 4      | Sebastian   | 1754     | 1.220 mm    | 1.220 kg | f′        |
| 5      | Markus      | 1961     | 1.980 mm    | 1.605 kg | as′       |
| 6      | Schutzengel | 1961     | 1.870 mm    | 1.445 kg | b′        |